# Igreja de Nossa Senhora do Rosário (Topo)

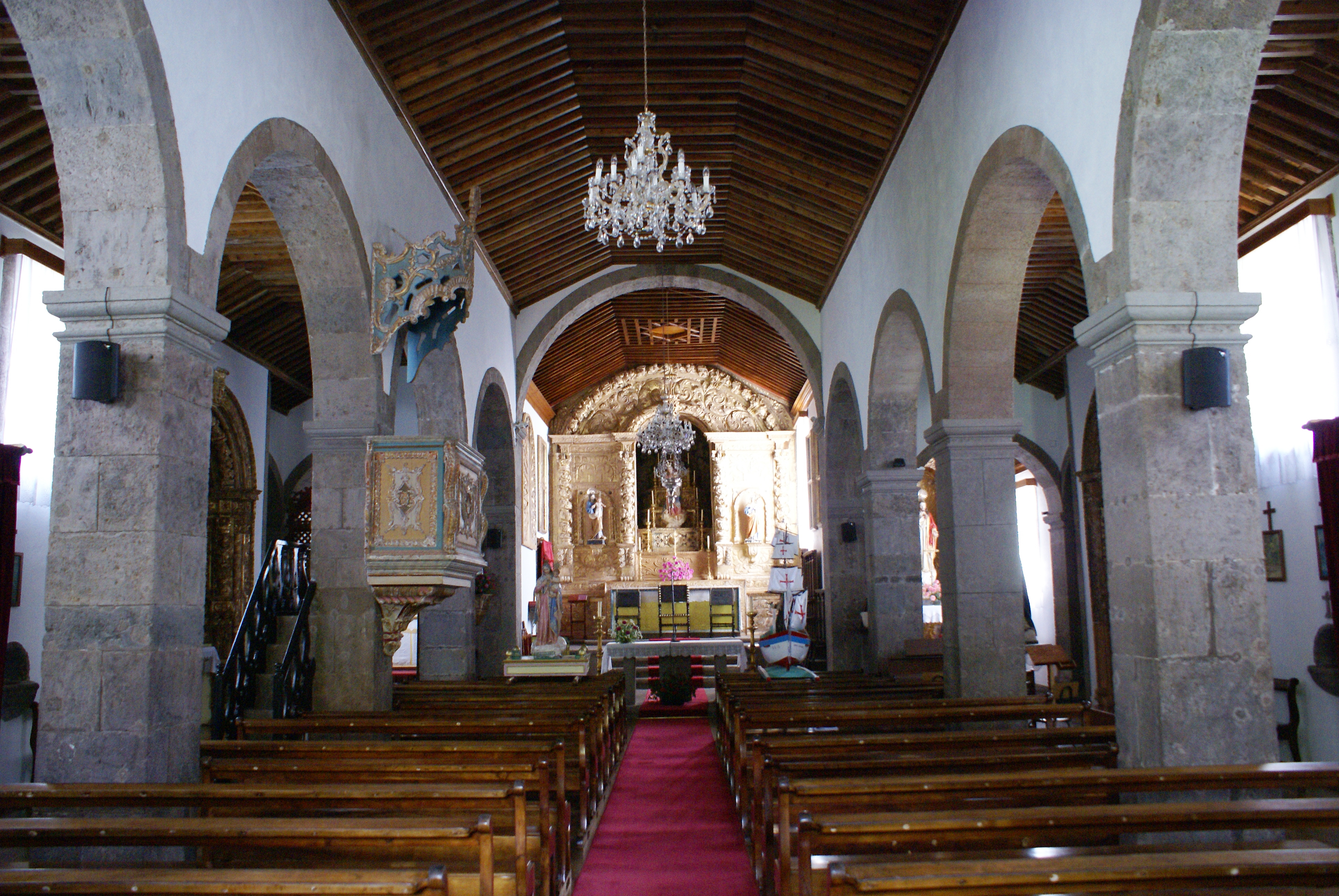
Igreja de Nossa Senhora do Rosário, interior.

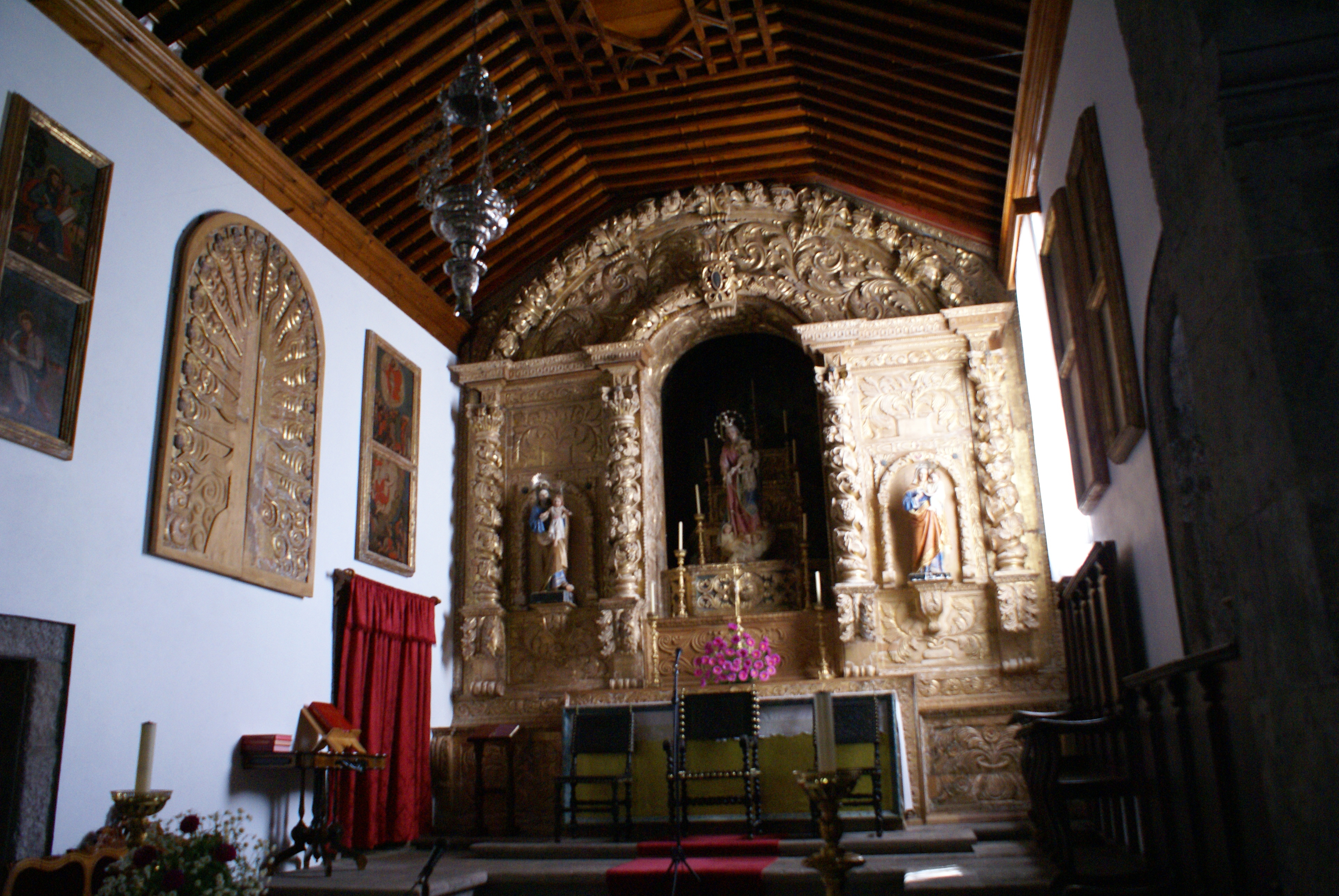
Igreja de Nossa Senhora do Rosário, altar-mor.

A Igreja Matriz de Nossa Senhora do Rosário é uma igreja católica portuguesa localizada na Vila do Topo, actual concelho da Calheta, ilha de São Jorge, arquipélago dos Açores.
Trata-se de um templo do século XVI, que foi sujeito a obras de reconstrução e ampliação durante o século XVIII, dado ter ficando bastante danificado a quando do terramoto de 1757 que ficou registado na história como o Mandado de Deus. Estas obras de restauro foram da responsabilidade do arquitecto José de Avelar de Melo.
A fachada principal deste templo apresenta-se dotada de um maciço portal, três janelões e dois óculos. A completar o conjunto, um medalhão que representa Nossa Senhora. A sua característica e baixa torre sineira é única na arquitectura religiosa da ilha de São Jorge.
No seu interior, este templo possui valiosos elementos de arte religiosa entre uma igualmente valiosa talha dourada.
De referir ainda as telas que representam o Lava-pés, a última Ceia, a Ressurreição, a Ascensão de Cristo, os Quatro Evangelistas. Três lampadários em prata e o púlpito que é marcadamente barroco.
Igualmente o órgão dos inicio do século XX, por da autoria do atelier do conhecido artista Marcelino Lima, natural da Horta, ilha do Faial.

## Galeria

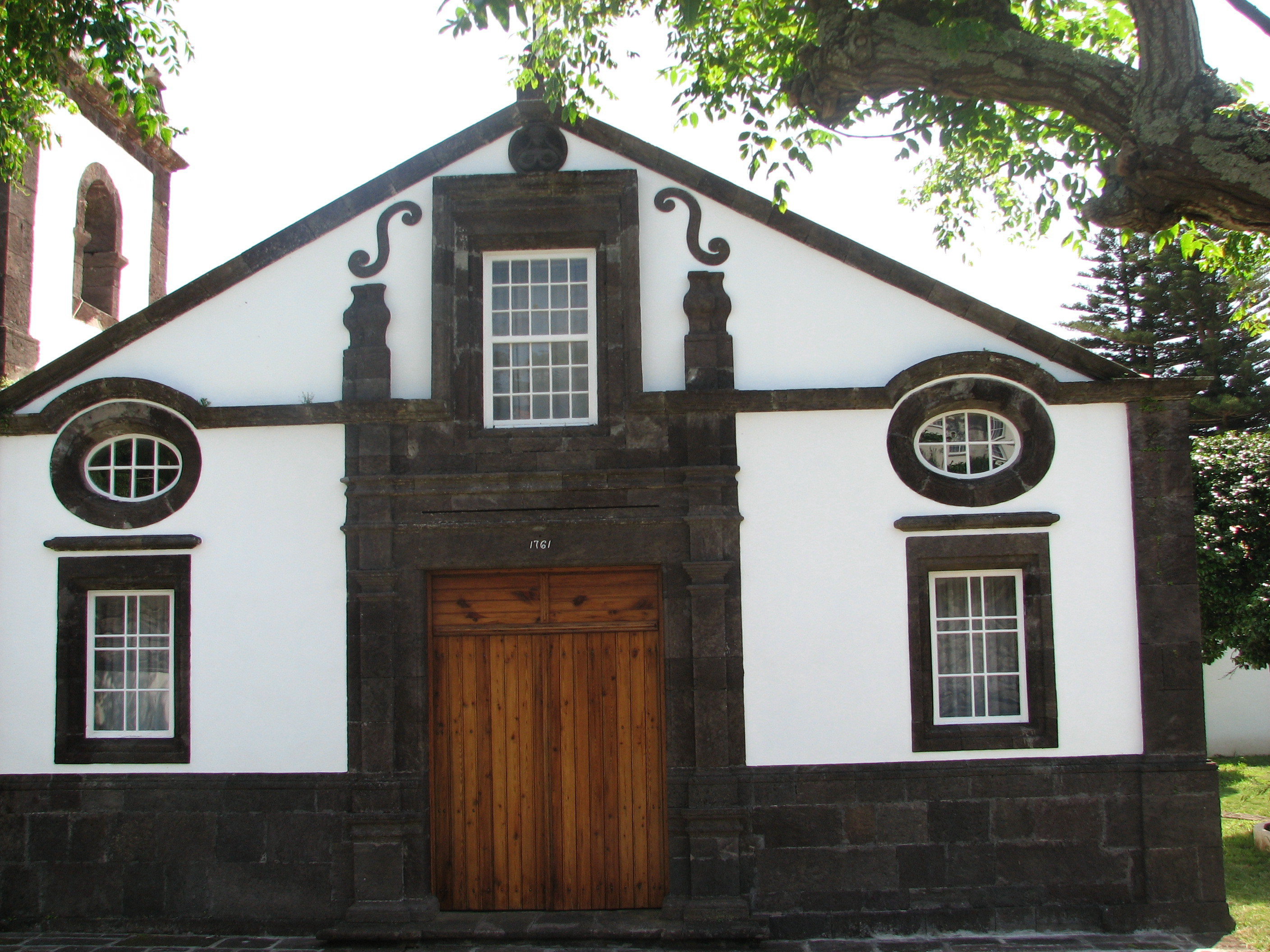
Fachada da Matriz da Vila do Topo. O ano de 1761 inscrito sobre o portal indica a data de reconstrução após o Mandado de Deus.
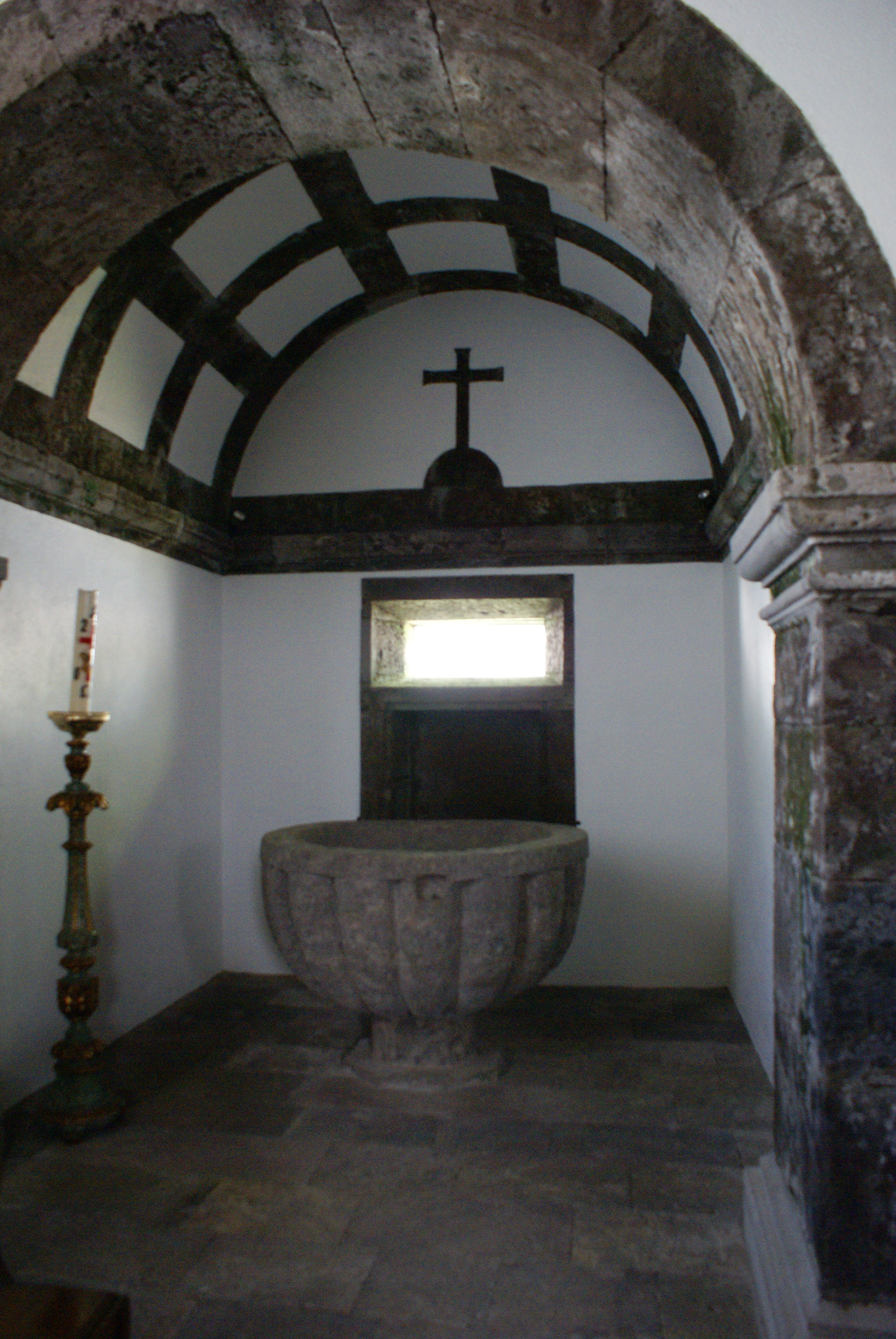
Igreja de Nossa Senhora do Rosário, pia baptismal esculpida numa unica pedra.
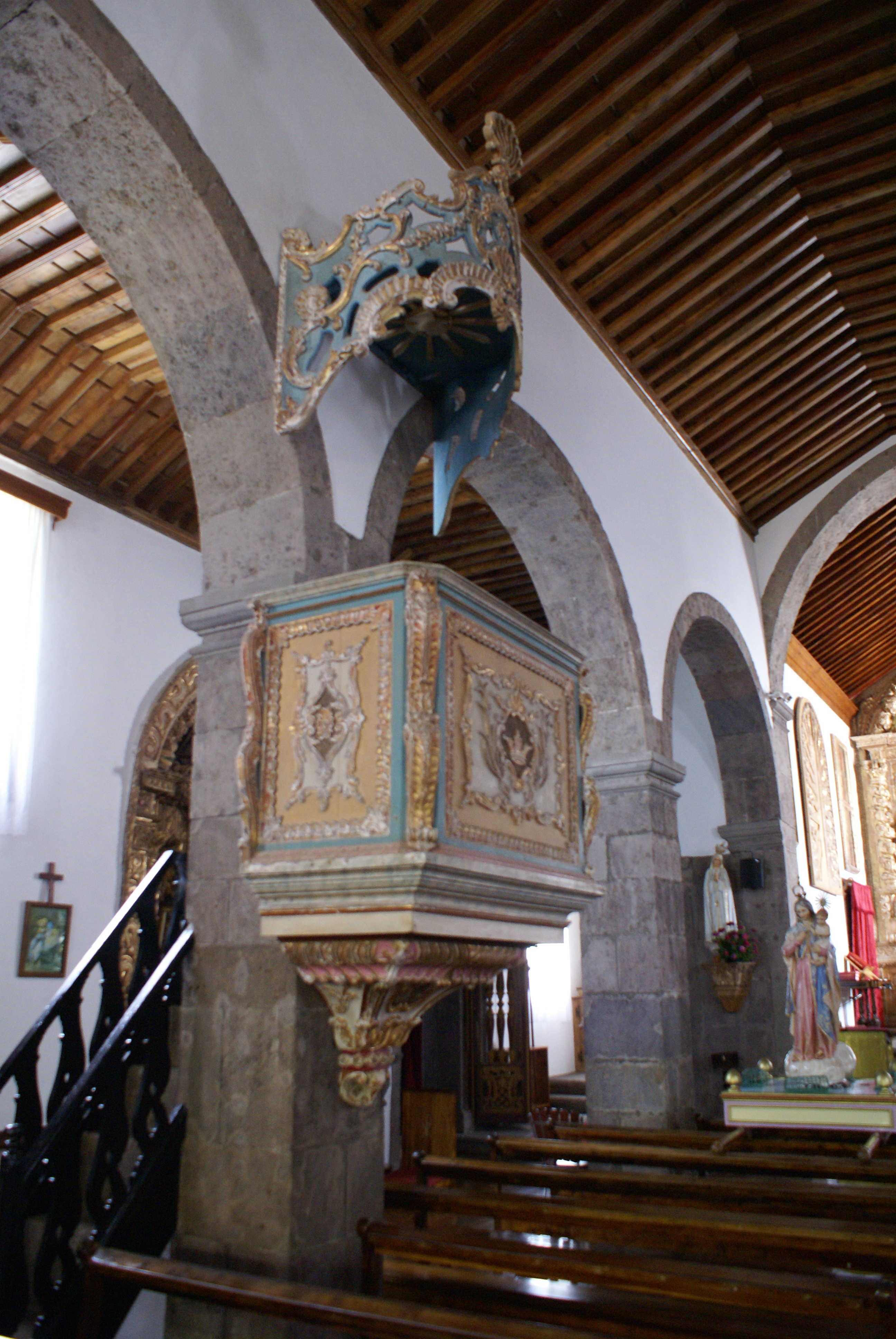
Igreja de Nossa Senhora do Rosário, púlpito barroco.